# Gare de Lacey-Olympia (Amtrak)
La  gare de Lacey-Olympia (ou Centennial Station) est une gare ferroviaire des États-Unis située dans la ville de Lacey à proximité d'Olympia dans l'État de Washington ; elle est desservie par Amtrak. C'est une gare sans personnel.

## Histoire
Elle est mise en service en 1993.

## Service des voyageurs

### Desserte
- Lignes d'Amtrak[1] :
  - Le Cascades : Eugene - Vancouver
  - Le Coast Starlight : Los Angeles - Seattle